# جوردن دومينغيز
جوردن دومينغيز (بالإسبانية: Jordan Domínguez)‏ هو لاعب كرة قدم إسباني في مركز الوسط، ولد في 31 يناير 1995 في سالفاتيرا دي مينيو في إسبانيا. لعب مع ريال مورسيا ونادي ديبورتيفو طليطلة.